# Skrivni vrt
Skrivni vrt je roman angleško-ameriške pisateljice Frances Hodgson Burnett, ki je v knjižni izvedbi izšel leta 1911 (The Secret Garden). Pred tem (1910) je po poglavjih izhajal v ameriškem časopisu The American Magazine, namenjenem odraslim bralcem. Mladinski roman velja za priljubljeno otroško klasiko v Angliji in Ameriki, in je kot tak del anglo-saksonske kulturne dediščine. V središče romana so postavljena žanrska in spolna vprašanja, ki  temeljijo na različnih kulturnih in literarnih vplivih. Roman postavlja pod vprašaj ideološki in družbeni kontekst, v katerem je napisan.

## Uspeh in razširjenost
Skrivni vrt je mladinski roman, ki je nastal v obdobju, ko je britanska družba vstopila v čas precejšnjih sprememb v industriji in s tem precejšnjih družbenih preobratov, ki so povzročili nepričakovane kulturne posledice. Takšne spremembe so neizogibno postavile ključna vprašanja glede razdelitve vloge spolov. V devetnajstem stoletju in v začetku dvajsetega stoletja se je zaradi tehničnega napredka v založništvu pojavila eksplozija števila objavljenih del, vzporedno z množico žanrov in podžanrov, vključno z otroško literaturo. Vendar pa je hitro rastoči uspeh tega žanra sprožil vprašanja o tem, kakšne knjige so primerne za branje otrok. Razdelek med knjigami za dečke in knjigami za deklice se je zgodil v devetnajstem stoletju, v skladu z ločenimi učnimi načrti, ki so bili zasnovani glede na spol in razred. Avanture ali šolske zgodbe so bile naslovljene na dečke, medtem ko so bila dekleta primorana prebirati dolgočasne zgodbe o junakinjah, katerih edina vloga je ohranjanje položaja tradicionalne ženske oziroma zagovarjanje ideje varovanja domačega ognjišča. Skrivni vrt pa s postavljanjem osrednjega ženskega lika v naravo in neke vrste avanturo ruši ustaljene književne vzorce takratnega časa in tako združuje fantovsko in dekliško literaturo. Ravno to pa je vodilo k uspehu književnega dela, vendar šele po smrti avtorice, ko so literarni analitiki v njem videli drugačno strukturo otroške literature. Predvsem v anglo-saksonskem svetu sedaj uživa velik ugled. Roman je tako večkrat omenjen kot eno najboljših otroških del v 20. stol, na podlagi spletne ankete iz leta 2007 je U.S. National Education Association (ameriško izobraževalno združenje) roman označilo kot eno izmed stotih najpomembnejših otroških del, namenjenim učiteljem. Delo je bilo predmet številnih gledaliških in televizijskih adaptacij, v sodobnosti pa ga je še dodatno popularizirala filmska adaptacija leta iz 1993 v produkciji Warner Bros. Family Entertainment pod režijsko roko Agnieszke Holland, v kateri igrajo Kate Maberly, Heydon Prowse, Andrew Knott, John Lynch in Maggie Smith. Filmsko predlogo je napisala Caroline Thompson.

## Zunanja in notranja zgradba romana
Roman Skrivni vrt ima 27 poglavij, ki delujejo kot zaključene celote, pa vendar v sosledju lepo tvorijo celoto. 
Govori o deklici Mary, ki v Indiji ostane brez staršev, saj zaradi epidemije kolere zbolijo in umrejo. Pred smrtjo staršev je odraščala predvsem v družbi služinčadi, saj pri starših ni bila ne opažena ne zaželena. Pasivna vzgoja in nenehna prisotnost služinčadi privede do tega, da postane Mary Lennox razvajena, sebična in agresivna deklica. Po izgubi staršev sprva kratek čas preživi z angleškim duhovnikom, nato pa jo njeno sorodstvo pošlje v Anglijo, v predel Yorkshire, kjer naj bi živela v velikem podeželskem dvorcu skupaj s svojim stricem Archibaldom Cravenom, ki ga nikdar prej ni srečala. Ob prihodu se Mary vede nespodobno in povzroča kar nekaj preglavic služinčadi. Je tudi skrajno nesamostojna. Pogreša barvitost Indije in prezira vse, kar je povezano z dvorcem in ljudmi, ki živijo v njem. Vendar pa se Mariji kaj kmalu približa mlada služabnica z imenom Marta Sowerby, omehča jo s svojo prikupnostjo in spontanostjo, med drugim pa ji pripoveduje tudi o pokojni gospe Craven – sestri njene matere, ki naj bi ure in ure preživela v svojem vrtu z vrtnicami, na katerem je po nesrečnem padcu z veje drevesa umrla. Kmalu zatem je gospod Craven zaklenil vrt, ključ zakopal in prepovedal komurkoli, da vstopi vanj. V Mary so Martine besede zbudile zanimanje za iskanje skrivnostnega vrta, kar počasi pripelje do tega, da začne okolico sprejemati. Kmalu začne Mary uživati v odkrivanju narave in ljudi dvorca, njeno zdravje in odnosi se počasi izboljšujejo, dobiva tek in postaja vse močnejša. Dneve ne preživlja več zaprta v prostorih, pač pa jih preživlja na zraku, v vrtovih, ki obkrožajo dvorec, v družbi vrtnarja, ki ga sprašuje, kje je skrivni vrt. Povezuje se z naravo. Mary se dnevno sprašuje tako o skrivnem vrtu kot skrivnostnem joku, ki se ponoči razlega po hiši. Ko Mary raziskuje vrtove jo nenehno spremlja ptiček, ki ji pokaže, kje je zakopan ključ do vrat skrivnega vrta, nato pa ji pomaga odkriti tudi vhod. Od Marte zahteva vrtno orodje, ki ga Mary dobi od Dickona, Martinega brata, dečka, ki se zna pogovarjati z živalmi in do narave goji izjemno spoštljiv odnos. Ta jo nauči delati z orodjem in kmalu se začnejo poznati spremembe v vrtu. Neke noči Mary še enkrat sliši krike in se odloči, da jim bo sledila. Pripeljejo jo do dečka po imenu Colin, ki živi v skriti sobi. Kmalu odkrije, da sta bratranca. Colin je namreč sin gospoda in gospe Craven in trpi zaradi nedoločenega problema s hrbtenico. Mary ga vsak dan obiskuje in ga s pripovedovanjem o Dickonu, kasneje pa tudi o skrivnem vrtu, odvrača od misli na bolezen. Colin nato le sklene, da želi z Mary in Dickonom na vrt. Od služinčadi zahteva, da mu privedejo invalidski voziček in tako ga sestrična in prijatelj peljeta v skrivni vrt. To počno dnevno in Colinovo zdravje se izboljšuje. Medtem ko so na vrtu, so otroci presenečeni, ko vidijo vrtnarja, da jih opazuje čez kamnit zid. Razburjen in jezen, da je našel otroke na skrivnem vrtu, zmerja s Colina, da nikdar ne bo mogel hoditi. Colin vstane s svojega vozička in ugotovi, da so njegove noge zdrave, čeprav šibke od predolgega ležanja. Vrtnar jim še zaupa, da je vrt vseeno nekoliko vzdrževal, čeprav je gospod Craven prepovedal vstop vanj. Colin kmalu preživi vsak dan na vrtu v družbi ostalih dveh. Igrajo se in spremljajo, kako vrt dobiva cvetočo podobo. Otroci skušajo zdravje Colina prikriti, da bi presenetili njegovega očeta, ki je ves ta čas odsoten. Roman je zaključi s povratkom očeta, ki ga domov privedejo čudne sanje, prejme pa tudi pismo Martine mame – gospe Sowerby. Ko prispe na domače dvorišče, ga služinčad napoti v vrtove, tam pa mu izza vrat skrivnega vrta v naročje po naključju priteče Colin. Otroci gospoda Cravena pospremijo v vrt, ki je v popolnem razcvetu. Nato se skupaj, s srečnimi obrazi vrnejo nazaj v dvorec.

## Pripovedne strategije
Roman Skrivni vrt je grajen predvsem na nasprotjih, ki za obdobje, v katerem je nastal, niso značilna. Deklici Mariji so namreč pripisane deške lastnosti; odkrivanja narave, dela z orodjem, pogum, upornost, medtem ko sta dečka Dickon in Colin precej poženščena; Colin s svojo plahostjo, histeričnimi napadi in boleznijo, Dickon pa z izjemno občutljivostjo do narave, sposobnostjo komuniciranja z živalmi in umirjenostjo. Glavna nosilka dogajanja v romanu je tako Marija, ki pa se v primerjavi z obema dečkoma tudi najbolj razvije - od uporne, jezikave in nevzgojene deklice v umirjeno dekle, ki se zna lepo vesti. Tukaj gre izpostaviti to, da Marija ob koncu le postane zgledno dekle, torej ustreza normi viktorijanske dobe, ki je še imela vpliv na prehodu stoletij in je žensko opisovala kot šibkejši in bolj vodljiv ter ponižen spol. Prav zaradi razvoja osrednjega lika, pa tudi Colina, ki se mu v zaključku romana prav tako zgodi preobrat, da iz mevžastega dečka postane odločen fant, ki lahko stoji na svojih nogah, lahko govorimo o Skrivnem vrtu tudi kot o razvojnem oziroma bildungs romanu. 
Frances H. Burnett v romanu naredi korak vstran pri pripisovanju vlog ženskam in moškim, čeprav v zaključku romana ostaja tradicionalna. Otroštvo v romanu  ni predstavljeno kot popolno, prav tako niso otroci. Marija in Colin se namreč iz neobrzdanih otrok v vzgojene in spoštljive razvijeta šele ob koncu. Izpostaviti pa velja dejstvo, da sta ta otroka produkta odraslih, ki so ju zanemarjali in prepuščali samim sebi.
Roman, ki ima prvine pustolovskega in je na prenekaterih mestih zelo napet, lahko obravnavamo na dva načina. Prvi velik pomen pripisuje naravi. Otroke iz zaprtih meščanskih prostorov postavlja v naravo, ki ji pripisuje moč ozdravljenja, tako duhovnega kot fizičnega. Druga stopnja branja pa odkriva spolne identitete, ki so družbeno in kulturno pogojene. Vrt je paradiž, skrivališče otrokom, učilnica zanje. Ob koncu pa se dogajanje iz vrta vendarle prenese nazaj v realno življenje – v dvorec, kar nakazuje povratek k patriarhalni ureditvi družbe.

## Slovenski prevodi
Skrivni vrt je bil v slovenščino preveden zelo pozno, leta 1994. Sklepati je mogoče, da je prevod začel nastajati šele, ko je na platna leta 1993 prišla filmska adaptacija. V slovenščino je delo prevedel Uroš Kalčič.
- Skrivni vrt, prev. Uroš Kalčič, 1994, Ljubljana: DZS